# Тау Змееносца
Тау Змееносца (τ Змееносца, Tau Ophiuchi, τ Ophiuchi, сокращ. tau Oph, τ Oph) — звёздная система в экваториальном созвездии Змееносца. Имеет видимую звёздную величину +5,94m, что позволяет наблюдать её невооружённым глазом даже на пригородном небе. Звезда видна южнее 82° с. ш., то есть практически на всей обитаемой части Земли, кроме северных полярных областей. Лучшее время для наблюдения — июнь.
До 2007 года считалось, что звезда удалена от Земли на расстояние 56 св. лет (17 пк). Однако измерения параллакса, полученные миссией Hipparcos, показали, что расстояние до звезды втрое больше: примерно 167 св. лет (51 пк).

## Имя звезды
Тау Змееносца (латинизированный вариант — Tau Ophiuchi) — это обозначение Байера, данное им звезде в 1603 году.
У звезды также есть обозначение, данное Флемстидом — 69 Змееносца (лат. 69 Ophiuchi). Обозначения двух компонентов как Тау Змееносца A и B вытекают из конвенции, используемой Вашингтонским каталогом визуально-двойных звёзд (WDS) для звёздных систем, и принятого Международным астрономическим союзом (МАС). Также у звезды есть обозначение, данное Гулдом — 195G Змееносца (лат. 195G Ophiuchi).

## Свойства кратной системы
Тау Змееносца имеет два главных компонента — две жёлто-белые звезды главной последовательности спектрального класса F. Первый компонент — A — представляет собой звезду видимой звёздной величиной +5,24m и спектрального класса F. Второй компонент — B — представляет собой звезду c видимой звёздной величиной +5,94m и спектрального класса F. Они обращаются вокруг общего центра с периодом 257 лет (для сравнения, период обращения Плутона составляет 248 лет) и имеют эксцентриситет орбиты около 0,77.
Компонент А является спектрально-двойной звездой, у которой есть спутник: меленькая звезда с массой в 0,29 {\displaystyle M_{\bigodot }} и периодом обращения 186 дней.
Возраст системы Тау Змееносца — около 1,0 млрд. лет.

### Компонент A
Тау Змееносца A — это субгигант спектрального класса F2IV, что указывает на то, что эта звезда, которая исчерпала запас водорода в своём ядре. Звезда излучает энергию со своей внешней атмосферы при эффективной температуре около 6813 К, что придаёт ей характерный жёлто-белый цвет звезды-субгиганта спектрального класса F и делает её источником ультрафиолетового излучения. Масса звезды весьма незначительна для субгиганта: 1,54 {\displaystyle M_{\bigodot }}.
Звезда имеет поверхностную гравитацию 4,18 СГС или 151,4 м/с2, то есть в два раза меньше, чем на Солнце (274,0 м/с2), что объясняется небольшой массой звезды. Звезды, имеющие планеты, склонны иметь большую металличность по сравнению с Солнцем, и Тау Змееносца A имеет на 17 % большее значение металличности: содержание железа в ней относительно водорода составляет 117 % от солнечного. Тау Змееносца A вращается с экваториальной скоростью 25 км/с (то есть со скоростью в 2,5 раза больше солнечной).
Видимая звёздная величина Тау Змееносца A непостоянна, однако ни период её изменения, ни тип переменности не определён.

### Компонент B
Тау Змееносца B — карлик, спектрального класса F2V. Масса звезды вполне нормальна для карлика: 1,29 {\displaystyle M_{\bigodot }}. Это переменная звезда, тип которой и период изменения блеска также не определён.

## История изучения кратности звезды
Открывателем двойственности Тау Змееносца считается В. Я. Струве, который разрешил звёзды, но их взаимного движения, конечно, не обнаружил. Сама звезда вошла в каталоги под именем STF 2262. Чтобы обнаружить взаимное движение потребовалось более 100 лет. Параметры этих компонентов согласно Вашингтонскому каталогу визуально-двойных звёзд приведены в таблице:
| Компонент | Год  | Количество измерений | Позиционный угол | Угловое расстояние | Видимая звёздная величина 1 компонента | Видимая звёздная величина 2 компонента |
| AB        | 1835 | часто                | 193°             | 0,4                | 5,3m                                   | 5,8m                                   |
| AB        | 1994 | часто                | 281°             | 1,9                | 5,3m                                   | 5,8m                                   |
| AB-C      | 1879 | 6                    | 127°             | 100,3              | 5,3m                                   | 11,28m                                 |

Таким образом, у звезды есть спутник на расстоянии 1,9 " — Тау Змееносца B. Компоненты A и B имеют близкое собственное движение, то есть не просто находятся на одном луче зрения, но связаны друг с другом гравитационно.
Ещё один компонент — C — лежит на расстоянии 100,3 " и имеет видимую звёздную величину +11,28m. Но вряд ли он входит в систему Тау Змееносца: хотя собственное движение у него почти такое же, как у компонент A и B, его параллакс почти втрое меньше.
Тау Змееносца движется относительно Солнца довольно быстро: её радиальная гелиоцентрическая скорость — −38 км/с, что в 4 раза больше, чем у местных звёзд Галактического диска. Знак «минус» означает, что звезда приближается к Солнцу.